# Латий, Евгений Александрович
Евгений Александрович Латий (род. 12 июня 1948, СССР) — российский кинодраматург, литератор, редактор. Принимал участие в создании программ «XX век: русские тайны», «Документальный детектив», «Детективные истории», «Криминальная Россия».

## Биография
Евгений Латий родился 12 июня 1948 года. После окончания Всесоюзного государственного института кинематографии (ВГИКа), работал в Главной редакции телеинформации АПН (РИА «Новости»).
Член Гильдии кинодраматургов России.
Член Союза кинематографистов России.

### Профессиональная деятельность
Евгений Латий был автором, а затем шеф-редактором ряда серий совместного производства НТВ и США (продюсер — Дэвид Гамбург) циклов «Криминальная Россия» и «XX век. Русские тайны». Также Латий является автором ряда серий документальных программ «Тайны века» и «Лубянка» телекомпании «Останкино» на Первом канале.
Автор и шеф-редактор программы «Документальный детектив», принимал участие в создании серий «Тени Шараповского леса», «Горячий север», «Опасен и склонен к побегу», «Осколки красного фонаря» и др., автор и руководитель проекта «Детективные истории», автор и руководитель проекта «Спецрасследование» телекомпании «Останкино». Многие из этих работ номинировались на «ТЭФИ».
Писал сценарии для ЦСДФ, к/с «Центрнаучфильм», к/с «Леннаучфильм», к/с «Киевнаучфильм», к/с «Какзахфильм», к/с «Молдовафильм», к/с «Мосфильм», к/с им. М.Горького, Свердловской киностудией, телевидения Франции, телеканалалов ЦДФ (ФРГ), ТВ Венгрии, киностудии «Букурешть-филм», НТВ, РТР, 5 канала, ОРТ и др.
Автор литературного сценария телесериала (4 серии) «Княжий остров», (совм с соавтором) снятого по заказу «Беларусьтелефильм», полнометражного документального фильма «Немцы России» (ЦСДФ), 12-серийного телефильма «Старый детектив» (Осенний детектив) — РТР — 2008 г.
Автор (совм. с В.Романовым) 8-серийного телевизионного фильма «Дело гастронома № 1» (Первый канал) и одноимённого романа (издательство «ЭКСМО», 2011 г.).
Автор ряда статей, книг и художественных переводов с французского и румынского языков, опубликованных в России и за рубежом, в том числе — первого перевода на русский язык романа А. Дюма «ЦЕЗАРЬ» (издательство «Терра»). Автор книги «365 развивающих игр и затей для маленьких детей», которая вышла в издательстве «ЭКСМО-Пресс» в 2001 году.
За заслуги в развитии отечественной культуры и искусства, многолетнюю плодотворную деятельность Указом Президента РФ от 22.01.2010 г. № 92 награждён Орденом Дружбы.
За заслуги в развитии отечественной культуры и искусства, многолетнюю плодотворную деятельность Распоряжением Президента РФ от 22.12.2020 г. № 315-рп удостоен Благодарности Президента Российской Федерации.
Живёт в Москве.

## Награды
Автор более 80 фильмов: игровых, документальных и научно-популярных; автор ряда телепередач.
Лауреат многих международных премий.
Полнометражный фильм «Вук Караджич и Россия» (совместное производство ЦСДФ и Югославской студии) получил Гран-при и Большую золотую медаль за лучший сценарий на международном кинофестивале в Белграде.